# Politopo E8
| Politopo E8                | Politopo E8                                   |
| -------------------------- | --------------------------------------------- |
| Grafo vértice-arista       |                                               |
| Tipo                       | Uniforme 8-politopo                           |
| Familia                    | Semirregular E-politopo Semirregular          |
| Símbolo de Schläfli        | t0{34,2,1}                                    |
| diagrama de Coxeter-Dynkin |                                               |
| 7-caras                    | 19440 total: 2160 heptacruces 17280 7-simples |
| 6-caras                    | 207360 6-simples                              |
| 5-caras                    | 483840 5-simples                              |
| 4-caras                    | 483840 pentacorones                           |
| Celdas                     | 241920 tetraedros                             |
| Caras                      | 60480 triángulos                              |
| Vértices                   | 6720                                          |
| Vértices                   | 240                                           |
| Figura de vértice          | Politopo E7: {33,2,1}                         |
| Grupo de simetría          | E8, [34,2,1]                                  |
| Propiedadess               | Convexo                                       |

El politopo E8 es un politopo semirregular. Es el politopo E-semirregular finito con el mayor número posible de dimensiones. Fue descubierto por Thorold Gosset, quien lo describió en un artículo publicado en 1900 como una figura 8-oica semirregular, queriendo decir por "semirregular" que todas sus facetas son politopos regulares: 2160 7-ortotopos y 17280 simples. 
Su construcción se basa en las matemáticas del grupo E8. También fue denominado por H. S. M. Coxeter como 421 por su diagrama de Coxeter-Dynkin bifurcante, con un solo anillo al final de la secuencia de 4 nodos.
Es uno de los miembros de la familia de los 255 (28-1) politopos uniformes convexos en ocho dimensiones, creado a partir de facetas que son politopos uniformes y figuras de vértice, definidas por todas las permutaciones de los diagramas anillados de Coxeter-Dynkin.